# Est! Est!! Est!!! di Montefiascone

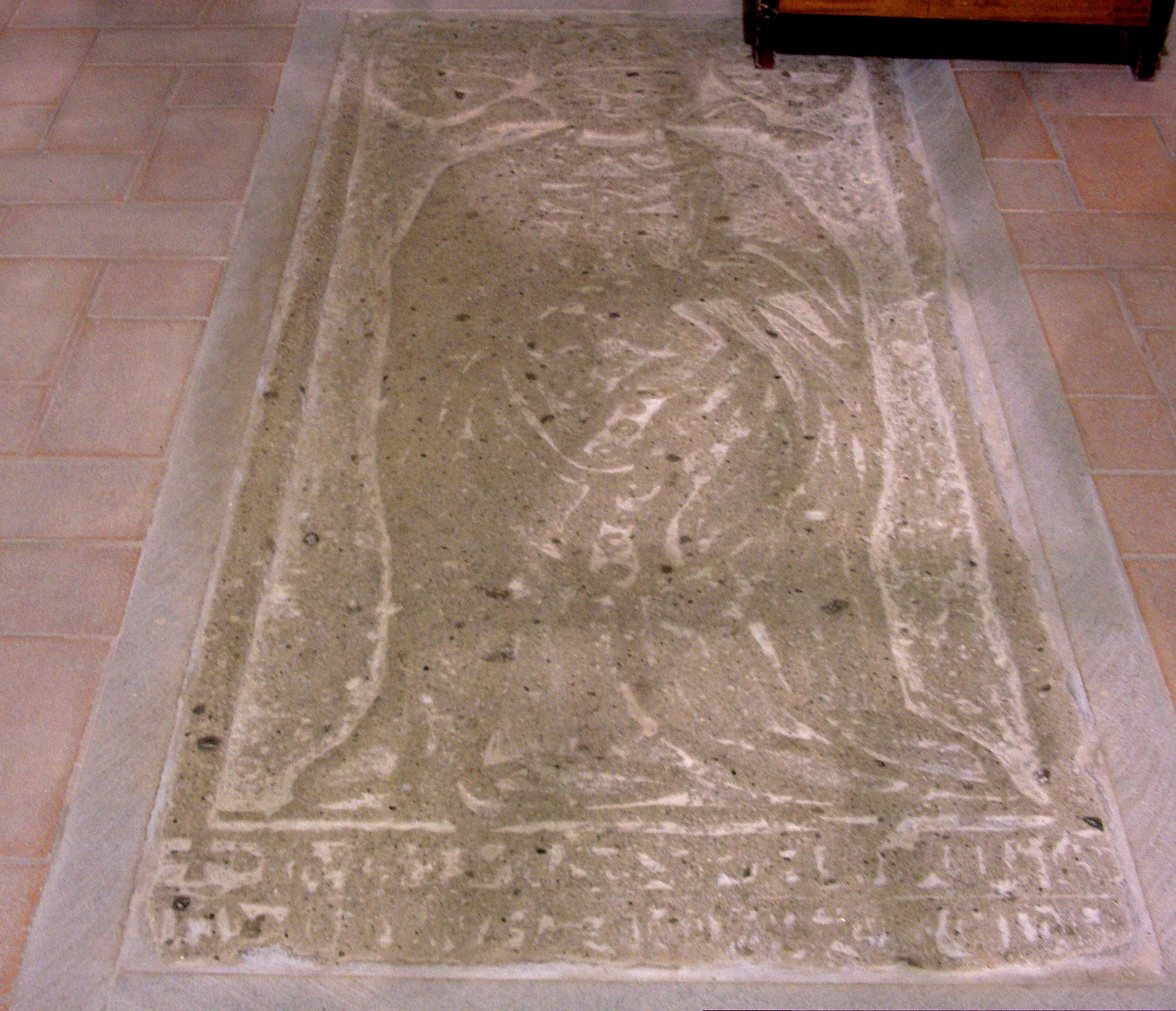
Grafsteen van bisschop Fugger

Est! Est!! Est!!! di Montefiascone is de naam van een witte wijn uit de streek rond de stad Montefiascone in de provincie Viterbo, Lazio, Italië. Het wijnbouwgebied ligt bij het meer van Bolsena in de gemeenten Montefiascone, Bolsena, San Lorenzo Nuovo, Grotte di Castro, Gradoli, Capodimonte en Marta. De vrij eenvoudige wijn wordt gemaakt van de druivenrassen trebbiano en malvasia. Naast de bekendere secco wordt ook een amabile geproduceerd. Vooral het verhaal over de herkomst van de naam draagt bij aan de bekendheid.

## Herkomst van de naam
De naam van de wijn is afkomstig ven een legende rondom een graf in de basiliek van Montefiascone. Volgens deze legende reisde in het jaar 1111 reisde de Duitse bisschop Johannes Fugger met een groot gezelschap naar Rome om daar de kroning van keizer Hendrik V bij te wonen. Fugger stuurde zijn knecht Martin vooruit om alvast een geschikte herberg te vinden. Hij sprak met hem af dat Martin, wanneer hij een goede herberg gevonden had "Est" ("hier is het") op de deur zou schrijven. Schonk de herberg bovendien ook nog goede wijn, dan zou hij "Est! Est!" op de deur schrijven. Even voor Montefiascone zag de bisschop evenwel een herberg waar op de deur was geschreven: "Est! Est!! Est!!!". Hoewel dit niet was afgesproken, begreep Fugger hier te maken te hebben met een uitzonderlijke herberg waar uitzonderlijke wijn werd geschonken.
Fugger is nooit in Rome aangekomen. Hij verbleef drie jaar lang in Montefiascone en dronk zich letterlijk dood. Hij werd begraven in Montefiascone. Hij liet zijn hele vermogen na aan de stad. Op een steen boven het graf staat nog steeds te lezen: "Est Est Est Propter nimium est hic Io Defuk Dominus meus mortuus est", hetgeen betekent: "Est Est Est, na een overdaad aan Est is mijn meester Johannes Fugger hier gestorven".
Dit verhaal over Fugger is een legende en de steen met de genoemde tekst is een latere toevoeging aan het graf.
Velen gaan er vaak vanuit de het graf de laatste rustplaats is van een toenmalige bekende plaatselijke levensgenieter, zoals beargumenteerd is door Renaat Gaspar in zijn artikel Est Est Est: nep uit de zestiende eeuw.
De auteur Quinto Ficari, toont in zijn boek “LA LEGGENDA DI DEFUK EST EST EST e IL MISTERO DI FEDERICO II DI SVEVIA” (ISBN:978-88-91043-89-4), waarvoor hij meer dan 5 jaar onderzoek heeft gedaan, aan, dat het graf waarschijnlijk de laatste rustplaats is van de Duitse edelman Friedrich von Tanne  (1148-1197), die tijdens de strijd tussen Welfen en Ghibellijnen door de plaatselijke bevolking werd gelyncht. Het lichaam ban von Tanne, lid van een machtige familie die zich later von Waldburg zou noemen, zou later door een verre verwant, Eberhard II von Regensburg, aartsbisschop van Salzburg, in de basiliek zijn herbegraven.